# 巴兰尼亚圣捷尔吉
巴兰尼亚圣捷尔吉（匈牙利語：Baranyaszentgyörgy）是匈牙利巴兰尼亚州所辖的一个村。总面积7.27平方公里，总人口140，人口密度19.3人/平方公里（2011年1月1日）。